# Maria Trzcińska (biotechnolog)
Maria Trzcińska – polska biotechnolog, doktor habilitowana nauk rolniczych, profesor nadzwyczajny Instytutu Chemii i Technologii Żywności Wydziału Inżynieryjnego i Ekonomicznego Uniwersytetu Ekonomicznego we Wrocławiu.

## Życiorys
19 października 1988 obroniła pracę doktorską Ocena zasiedlenia korzeni grzybami mikoryzowymi metodą testu chitynowego, 20 listopada 1998 habilitowała się na podstawie pracy zatytułowanej B-glukozydaza z Aspergillus niger 33/20/K. Otrzymywanie, własności, możliwości wykorzystania. Objęła funkcję docenta w Instytucie Chemii i Technologii Żywności na Wydziale Inżynieryjnym i Ekonomicznym Akademii Ekonomicznej im. Oskara Langego we Wrocławiu, oraz w Instytucie Biotechnologii Przemysłu Rolno-Spożywczego.
Pracowała na stanowisku profesora nadzwyczajnego w Instytucie Chemii i Technologii Żywności na Wydziale Inżynieryjnym i Ekonomicznym Uniwersytetu Ekonomicznego we Wrocławiu.